# Șelehove, Derajnea
Șelehove (în ucraineană Шелехове) este un sat în comuna Bojîkivți din raionul Derajnea, regiunea Hmelnîțkîi, Ucraina.

## Demografie
Componența lingvistică a localității Șelehove
     Ucraineană (97,63%)
     Rusă (2,37%)
Conform recensământului din 2001, majoritatea populației localității Șelehove era vorbitoare de ucraineană (97,63%), existând în minoritate și vorbitori de rusă (2,37%).